# Мату-Гросу
Ма́ту-Гро́су (порт. Mato Grosso) — штат в центральной части Бразилии. Административный центр — город Куяба.
Мату-Гросу является третьим по площади штатом Бразилии, но достаточно мало населён. Граничит со штатами Пара и Амазонас на севере, Токантинс и Гояс на востоке, Мату-Гросу-ду-Сул на юге, а также со штатом Рондония и Боливией на западе.

## География

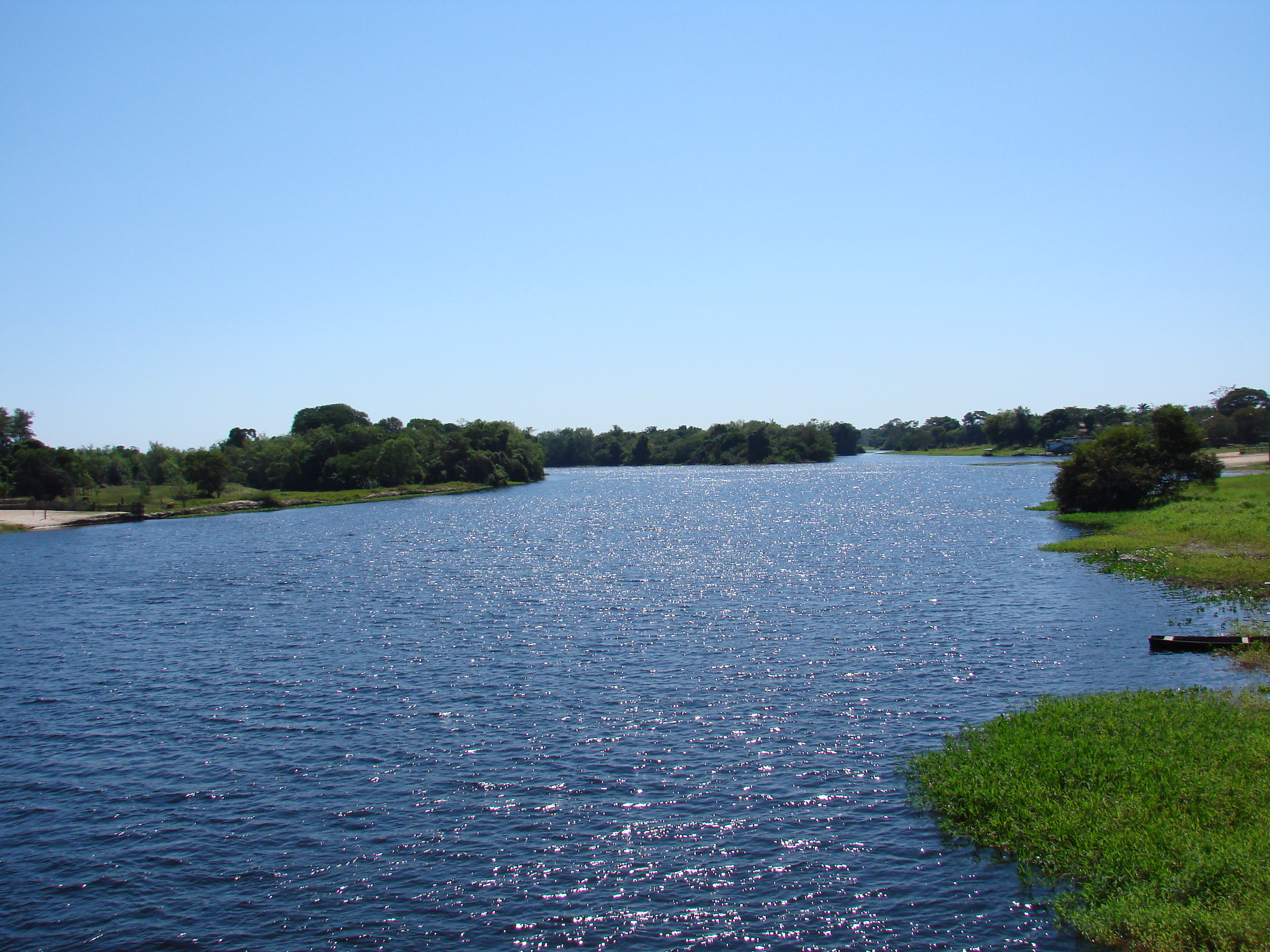
Река Гуапоре в Мату-Гросу

На территории штата преобладают низкодревесные и кустарниковые саванны, что отражается в его названии: в переводе с португальского оно означает «густой кустарник».
На севере штата расположены влажные тропические леса Амазонки, на юге — заболоченная низменность Пантанал и плато Мату-Гросу.
В Мату-Гросу преобладает континентальный климат с двумя ярко выраженными сезонами: сезоном дождей и сезоном засухи. Сезон дождей длится в штате весной и летом (с октября по март), сухой сезон — осенью и зимой (с апреля по сентябрь). Среднегодовой уровень осадков в разных районах штата составляет от 1250 до 2750 мм.
В штате находится большая часть заповедника Пантанал, известного своими уникальными флорой и фауной, характерными только для этого региона.
Экологические проблемы в Мату-Гросу одни из наибольших в Бразилии, так как штат страдает от уничтожения лесов.

## История
Изготовленные людьми украшения из костей гигантских ленивцев, найденные в Санта-Элине (Santa Elina), датируются возрастом в 23120 лет назад.
В 1920-х годах где-то на территории Мату-Гросу затерялась группа исследователей, искавших некий затерянный город под руководством английского топографа Перси Фосетта.
В 1977 году из состава Мату-Гросу была выделена его южная часть, ставшая штатом Мату-Гросу-ду-Сул.

## Население
Согласно сведениям, собранным в 2022 Национальным институтом географии и статистики (IBGE) году ходе переписи населения, население штата составляет 3 658 649 человек, что эквивалентно ≈1,8% от всего населения Бразилии.
| Полное население                       | Полное население                       | Полное население                       | Полное население                       | 3 035 122 |
| -------------------------------------- | -------------------------------------- | -------------------------------------- | -------------------------------------- | --------- |
| в том числе:                           | Городское население                    | 2 482 801                              | Процент городского населения, %        | 81,80     |
|                                        | Сельское население                     | 552 321                                | Процент сельского населения, %         | 18,20     |
|                                        | Мужское население                      | 1 549 536                              | Процент мужского населения, %          | 51,05     |
|                                        | Женское население                      | 1 485 586                              | Процент женского населения, %          | 48,95     |
| Плотность населения, чел/км²           | Плотность населения, чел/км²           | Плотность населения, чел/км²           | Плотность населения, чел/км²           | 3,36      |
| Население штата в % к населению страны | Население штата в % к населению страны | Население штата в % к населению страны | Население штата в % к населению страны | 1,59      |

В штате отмечается преобладание взрослого молодого населения, а также заметно преобладание мужчин в связи с иммиграцией из соседних штатов. Урбанизация на 2006 год составила около 76,6 %.
Расовый состав:
- мулаты — 1 599 228 (55,8 %)
- белые — 1 060 420 (37,0 %)
- чернокожие — 174 000 (6,1 %)
- азиаты и индейцы — 31 000 (1,1 %)

## Административное устройство
Административно штата разделён на 5 мезорегиона и 22 микрорегионов. В штате — 141 муниципалитетов.

## Экономика
Основной отраслью экономики Мату-Гросу является сельское хозяйство: штат играет важную роль в производстве сои и особенно хлопка, по производству которого штат находится на первом месте в Бразилии.